# Fédération de Saint-Marin de football
La Fédération de Saint-Marin de football (Federazione Sammarinese Giuoco Calcio (it) FSGC) est une association regroupant les clubs de football de Saint-Marin et organisant les compétitions nationales et les matchs internationaux de la sélection de Saint-Marin.

## Histoire

Ancien logo.

La Fédération de Saint-Marin de football est créée en 1931 mais tourne au ralenti pendant un demi-siècle. En février 1985, Giorgio Crescentini est élu président. Sous l'impulsion de ce professeur d'éducation physique et d'une poignée de passionnés tous bénévoles, le football de Saint-Marin commence à se structurer. « Il s'agit alors de créer une structure qui puisse répondre aux exigences d'une population amoureuse du football » déclare le dirigeant. Dans un premier temps, la Fédération san-marinaise, qui œuvre jusqu’alors dans l'ombre de la Fédération italienne, se détache de celle-ci. Cette volonté d'indépendance conduit à la création, en 1985, d'un championnat auquel participe seize équipes, de la Coppa Titano et du Trophée fédéral.
Le 24 juin 1988, Saint-Marin est affilié à l'UEFA avant de l'être, une semaine plus tard, à la FIFA. Conséquences : l'une des plus petites républiques du monde présente une sélection lors des éliminatoires des futurs Championnats d'Europe et Coupes du monde. Le président d'alors, Crescentini, exerce ses fonctions dans une modeste bâtisse simple mais fonctionnelle qu'aucune plaque ne distingue des autres. Le pays compte alors 1 000 licenciés pour à peine 22 000 habitants, soit un pourcentage des plus importants au monde.

## Identité

### Logo
En février 2021, la fédération a renouvelé son identité visuelle, séparant l'emblème de la partie institutionnelle de celui de la partie sportive. La fédération a donc adopté le lettrage FSGC placé sur deux lignes et en or comme logo, écrit dans une police propriétaire appelée FSGC Official. Au centre des quatre lettres se trouve le pictogramme classique d' un ballon de football blanc mais avec des pentagones bleus, flanqué à gauche de l'année de création de la fédération ; à la base de tout se trouve le mot SAN MARINO en bleu.